# モーゼス・ハイム・ルッツァット
モーゼス・ハイム・ルッツァット、モーシェ・ハイム・ルッツァット（Moshe Chaim (Moses Chaim, Moses Hayyim) Luzzatto (Luzzato),  משה חיים לוצאטו, מֹשֶׁה חַיִּים לוּצָאטוֹ, 1707年 - 1746年5月16日（ユダヤ暦5506年イーヤールの26日））はイタリア出身のラビ・哲学者、神秘思想家で、略称はラムハル RaMChaL。
文学「メシッラト・イェシャーリーム　מְסִלַּת יְשָׁרִים Mesillat Yesharim　「まっすぐな道、敬虔者の道」 （1740年）」によって最も知られている。これはキリスト教文学におけるジョン・バニヤンの「天路歴程」に対応するとも言われている。
パドヴァのアシュケナジムの家庭に生まれ、ユダヤ教教育とイタリアの教育を受け、またパドヴァ大学でも学び、イタリア人学生のグループと交際し、神秘主義と化学を少し学んだ。
ミクラー、タルムード、ハラーハーの注釈書とミツワーに非常に通じた専門家であった。
1753年、アムステルダムを離れ、聖地イスラエルの地に帰還し、アッコーに住む。3年後、彼と一家は伝染病によって亡くなった。
ミスナグディームであるヴィルナのガオン Vilna Gaon はルッツァットの作品をよく読んだ。また、メゼリッチのドヴベル Dovber of Mezeritch は、彼をハーシード（cf.ハシディズム）と呼んでいる。
彼の作品はスペインのユダヤ系詩人と、イタリアの作家の影響下にある。
ラビ・イスラエル・リプキン・サランテル Yisrael Salanter はメシッラト・イェシャーリームをムーサール運動の中心におくことにした。
ハスカーラーのヘブライ語著作家は、現代ヘブライ語文学の創始者の一人と呼んだ。
学者はルッツァットの墓はケファール・ヤシーフ Kfar Yassif にあり、伝統的にはティベリアのタンナー・アキバ・ベン・ヨセフの近くにあるとされる。
彼が建て祈ったシナゴーグはアッコーに現存している。

## 著作
- Mesillat Yesharim  (1740年)
- Derekh Hashem (The Way of God)
- Da`at Tevunoth
- Derekh Tevunoth